# نذير سلوم المسكري
نذير سلوم وليد المسكري هو لاعب كرة قدم عماني، من مواليد 9 أغسطس 1992، يلعب في صفوف نادي فنجاء.

## روابط خارجية
- نذير سلوم المسكري على موقع قاعدة بيانات كرة القدم.إي يو (الإنجليزية)
- نذير سلوم المسكري على موقع ناشيونال فوتبول تيمز (الإنجليزية)
- نذير سلوم المسكري على موقع Soccerway.com (الإنجليزية)
- نذير سلوم المسكري على موقع كووورة